# Леонтович Федір Іванович
Професор Федір Іванович Леонтович (3 (15) січня 1833, с. Попівка, Конотопський повіт, Чернігівська губернія, Російська імперія — 21 грудня 1910 (3 січня 1911), Кисловодськ, Російська імперія) — історик права, професор історії російського права Імператорського Новоросійського університету, ректор Імператорського Новоросійського університету (сьогодні — Одеський національний університет імені І. І. Мечникова) (1869—1877), професор історії Варшавського університету (1892—1902); доктор історії права, професор; Орден Ганни другого ступеня, Св. Рівноапостольного князя Володимира третього ступеня, Св. Станіслава першого ступеня, медаль у пам'ять царювання імператора Олександра III.

## Біографія
Народився 3 (15) січня 1833 у с. Попівка Конотопського повіту Чернігівської губернії в родині православного священика. Навчався в гімназії (1845—1852) та Юридичному ліцеї князя Безбородька (1852—1855) у Ніжині Чернігівської губернії. Вивчав право на юридичному факультеті Київського університету Святого Володимира (1856—1860).
Викладав на юридичних факультетах Київського університету Святого Володимира (1860—1861, 1863—1864), Імператорського Новоросійського університету (1865—1892), Варшавського університету (1892—1902).
У 1865 р. посів місце професора  (з 1868 р. — ординарного професора) кафедри історії російського права Новоросійського університету. Він був членом Одеського товариства історії і старожитностей, Слов'янського товариства Кирила і Мефодія, Товариства допомоги літераторам та вченим. У 1889 р. взяв  участь у заснуванні Історико-філологічного товариства при Новоросійському університеті. У 1869—1877 рр. він був ректором Новоросійського університету, у 1877—1881 рр. — деканом юридичного факультету, у 1881—1884 р. — проректором, у 1884—1891 рр. — директором Одеського комерційного училища. 
У 1888 р. він отримав звання заслуженого професора, у 1870 р. — став дійсним статським радником.
У 1892 р. Ф. І. Леотовича за власним бажанням було переведено до Варшавського університету. Декілька разів Ф. И. Леонтович замінював  декана, редагував «Варшавские университетские известия», був членом униіверситетського суду. Однак більшу частину часу він займався науковою діяностью.
У 1902 р. Ф. І. Леонтович подав рапорт про відставку.
Останні роки вченого пройшли в постійній науковій праці. Ф. І. Леонтович помер 21 грудня 1910 р. у Кисловодську.
Був похований на Першому Християнському цвинтарі. 1937 року комуністичною владою цвинтар було зруйновано. На його місці був відкритий «Парк Ілліча» з розважальними атракціонами, а частина була передана місцевому зоопарку. Нині достеменно відомо лише про деякі перепоховання зі Старого цвинтаря, а дані про перепоховання Леонтовича відсутні.

## Наукова діяльність
У 1864 р. отримав вчену ступінь магістра державного права за дослідження «Историческое исследование о правах литовско-русских евреев» (Киев, 1863). В 1868 р. отримав вчену ступінь доктора державного права за дисертацію «Древнее хорвато-далматское законодательство» (Одесса, 1868).  Був дійсним  членом Сербського вченого товариства в Белграді і Товариства історії  і старожитностей в Одесі.
Професор Леонтович визнаний фахівець в галузі історії державних установ та права Великого князівства Литовського. Він разом з професором Михайлом Владимирським-Будановим є засновником авторитетної в історико-правовій науці київської історико-юридичної школи (школи істориків західноруського права). Вчений відомий своїми фундаментальними дослідженнями литовсько-руського права. Федір Леонтович систематизував і видав декілька томів актів Литовської метрики (з варшавських архівів). Загальна кількість його наукових праць досягає 80 бібліографічних одиниць.

## Наукові праці
- Крестьяне юго-западной  России по литовско-русскому праву XV—XVI ст. / Ф. И. Леонтович. — Киев, 1863.– 88 с.
- Древнее хорвато-далматинское законодательство/ Ф. И. Леонтович. — Одесса, 1868.– 155 с.
- К истории права русских инородцев. Древний монголо-калмыцкий или ойратский устав взысканий (Цааджин-Бичик) / Ф. И. Леонтович. — Одесса: Тип. Ульриха, 1871. — 282 с.
- Задружно-общинный  характер политического быта  Древней Руси / Ф. И. Леонтович // Журнал министерства народного просвещения. — 1874. — № 6 (июнь). — Отд. 2. — С. 201—2024 ; № 7 (июль). — Отд. 2. — С. 120—151 ; № 8 (август). — Отд. 2. — С. 194—233;
- К истории права Русских инородцев. Древний монголо-калмыцкий или ойратский устав взысканий. (Цаадекин-Бичик) / Ф. И. Леонтович. — Одесса, 1879.  — 282 с.
- Адаты кавказских горцев: материалы по обычному праву Северного и Восточного Кавказа / Ф. И. Леонтович. — Одесса, 1882. — Вып. 1. — 270 с.
- Адаты кавказских горцев: материалы по обычному праву Северного и Восточного Кавказа / Ф. И. Леонтович. — Одесса, 1883. — Вып. 2. — V, 396 с.
- Старый земский обычай / Ф. И. Леонтович // Труды VII Археологического съезда. — 1889. — Т. 4. — С. 111—270.
- Источники русско-литовского права. Общий обзор источников / Ф. И. Леонтович. — Варшава, 1894. — 71 с.
- Очерки истории литовско-русского права. Образование территории Литовского государства [Архівовано 6 березня 2019 у Wayback Machine.]. — Санкт-Петербург, 1894.
- Национальный вопрос в Древней  Руси / Ф. И. Леонтович. — Варшава, 1895. — 65 с.
- История русского права. Вып. 1 / Ф. И. Леонтович. — Варшава: Тип. Учеб. округа, 1902. — IV,597, LXVIII с.